# Kap Calmette
Das Kap Calmette ist ein Kap an der Fallières-Küste des Grahamlands auf der Antarktischen Halbinsel. Es bildet das westliche Ende einer 5 km langen und bis zu 625 m aufragenden Halbinsel, die ihrerseits die Calmette Bay südlich begrenzt.
Entdeckt wurde es im Jahr 1909 bei der Fünften Französischen Antarktisexpedition (1908–1910) unter der Leitung Jean-Baptiste Charcots, der es jedoch irrtümlich für eine Insel hielt und sie als Île Calmette benannte. Namensgeber ist der französische Journalist Gaston Calmette (1858–1914), Herausgeber der Zeitung Le Figaro, in der Calmette zwei Jahre lang für das Zustandekommen der Expedition geworben hatte. Teilnehmer der British Graham Land Expedition (1934–1937) unter der Leitung des australischen Polarforschers John Rymill enthüllten die wahre Natur der Formation und passten Charcots Benennung daran an.